# حساء بمذاق الورد (رواية)
حساء بمذاق الورد، العمل الروائي الأول للأديب والصحفي سعيد منتسب. صدرت الرواية .سنة 2023 عن دار خطوط وظلال. وتقع في 305 صفحة. توجت بجائزة المغرب للكتاب سنة 2024.

## نبذة عن الرواية

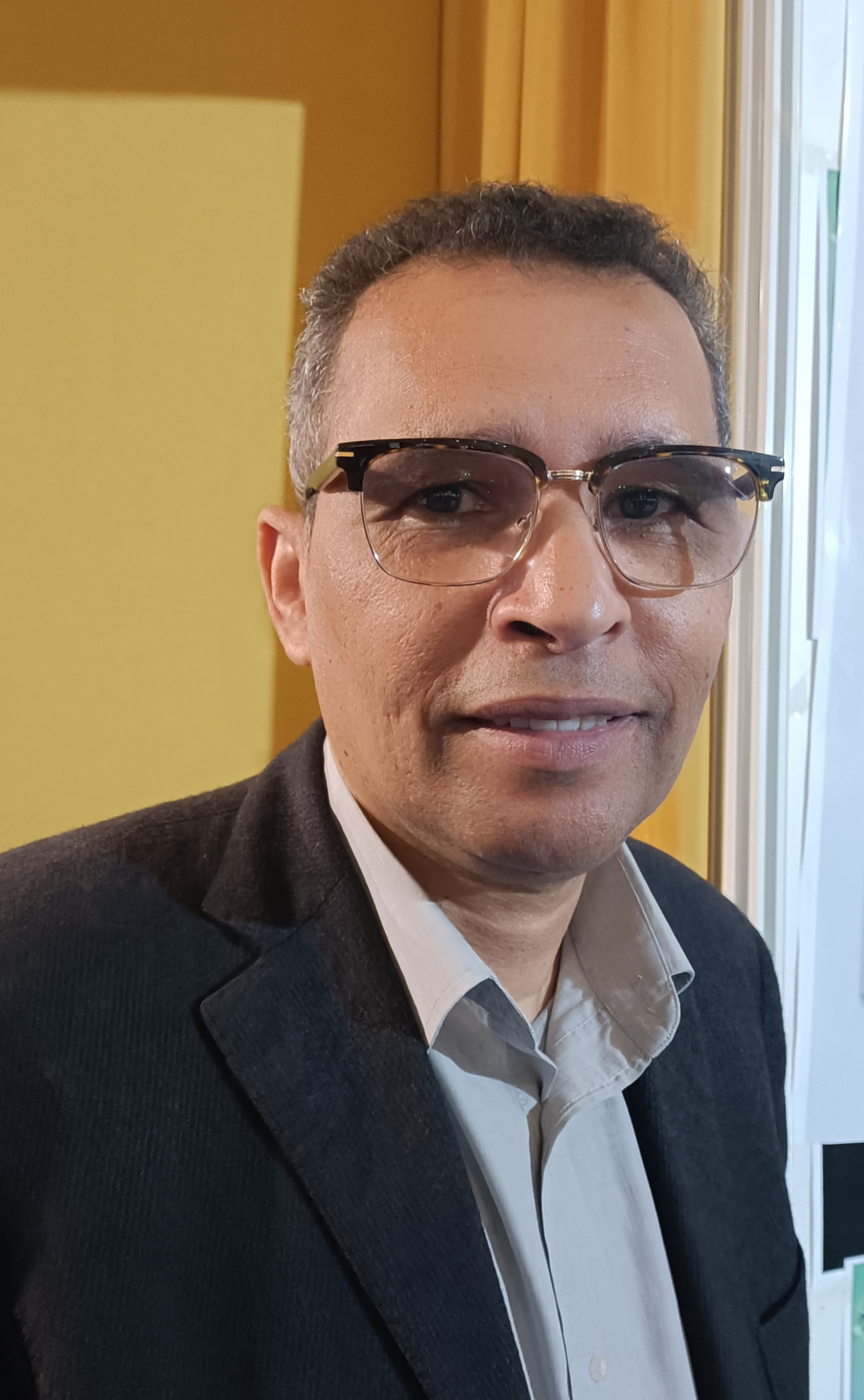
سعيد منتسب كاتب الرواية

رواية "حساء بمذاق الورد" هي مغامرة سردية تأملية للكاتب المغربي سعيد منتسب، تسلّط الضوء على مواجهة الموت والفقد. يستلهم الكاتب أحداث الرواية من فقد والدته، حيث يغوص في عوالم الخواء والعدم والغيب محاولًا التفاعل مع الأسئلة الوجودية العميقة. تمزج الرواية بين الواقع والخيال من خلال التخييل والأساليب السردية العجائبية التي تشمل أحلامًا وكوابيس وحوارات مع الكائنات الحية والجمادات. كما أنها تعكس وفاءً حميميًّا للأم وتأملًا في ما وراء الحياة، مقدمةً رحلة مؤثرة مليئة بالرمزية والفلسفة. الرواية مكتوبة بأسلوب شاعري يمزج بين السرد الواقعي والتأملات الفلسفية، مع استخدام مكثف للرمز والصورة، حيث تصبح تفاصيل الحياة اليومية مسرحًا للتفكير في جدوى الأشياء وقيمة التفاصيل الصغيرة.هي عمل سردي يتجاوز الشكل التقليدي للرواية، حيث يغلب عليه الطابع الفلسفي والتأملي، ويغوص في عمق اليومي بحثًا عن المعنى والجمال وسط الرتابة.

## دلالة العنوان في الرواية
يحمل عنوان رواية حساء بمذاق الورد للكاتب المغربي سعيد منتسب دلالات رمزية وإيحائية تعكس فلسفة العمل ككل. إذ يجمع العنوان بين عنصرين متناقضين ظاهريًا: "الحساء"، الذي يرمز إلى اليومي والمألوف والعادي، و"مذاق الورد"، الذي يحيل إلى الجمال والرائحة العطرة، ويعكس ما هو استثنائي وغريب في آن واحد. يشكل هذا التداخل بين الواقعي والغرائبي أساسًا لفهم طبيعة الرواية، حيث يقدم الكاتب تفاصيل الحياة اليومية المكررة في صورة تحمل نكهة غير متوقعة، مما يدعو القارئ إلى إعادة التفكير في العادي والمألوف من منظور جمالي وفلسفي.
يُنظر إلى العنوان على أنه استعارة عن البحث عن المعنى والجمال وسط التفاهة والرتابة، حيث يتحول "الحساء" إلى رمز للحياة البسيطة والمكررة، بينما يصبح "مذاق الورد" علامة على الدهشة الممكنة داخل هذا العادي. بهذا المعنى، يعكس العنوان توجه الرواية القائم على مساءلة العالم وتفكيك مظاهره الاعتيادية بحثًا عن بُعد خفي للجمال والمعنى في تفاصيل الحياة اليومية

## أسلوب الرواية
أسلوب كتابة رواية "حساء بمذاق الورد" يعتمد على السرد العجائبي والتخييل، حيث يمزج سعيد منتسب بين الواقع والمجهول في سياق مليء بالرمزية والتأمل الفلسفي. يستخدم الكاتب لغة ترتكز على الحلم والكوابيس والتفاصيل الدقيقة، يتطرق من خلالها للفقد والوجود.

## السرد ورواية حساء بمذاق الورد
ترتكز الرواية على محكي استرجاعي تتشابك فيه الذاكرة مع التناصات البورخيسية والأسطوري والسحري والسريالي والمعرفي. وهو ما يسمح بالقول إننا أمام سرد مغربي لا تتحدد علاقته مع الآداب أو التيارات الأدبية الأخرى بالتأثير أو التفاعل فحسب، بل إنه سرد منشغل بنفسه بوضوح، يستنبت أسئلته الخاصة، ويبني وضعياته المتحولة باستمرار، ويعمل في مختبراتها التي أنشأها لتحقيق التجاوز.

## مواضيع الرواية
- الغربة النفسية والوجودية.

- عبثية الحياة اليومية.

- البحث عن الجمال وسط العادي.

- تأملات في الحب، الهوية، والذات.

## أبطال الرواية
- السارد .
- أمه تودة .
- شخصيات تتجاوز البشر لتشمل كائنات أخرى كالطيور والجمادات .

## اقتباسات:
أود أن أرى أمي لمرة واحدة؛ كي أقبل أصابعها النحيلة، وألمس يدها الحانية، أبلل ثوبها بدموع الشوق، كأنني أمشي على الزجاج المغموس في عشب بطول قامتي، لا شيء أمامي سوى صفعات خفيفة باردة، لا شيء خلفي سوى تلك الأشياء التي تملأ عيني بنظرتها الغامضة."
"بشر برؤوس ذئاب، ذئاب بأجساد بشرية، مقطوعة أيديهم وأرجلهم من خلاف، وبعضهم بلا يدين أو قدمين."

"وضعت إبهامي في فمي وغبت، فيما هم يمضغون ألواحًا من السكر، ثم ينهضون، كما لو كانوا في أسرتهم الدافئة، يركبون الحياد والنوافذ والشرفات."

## الجوائز:
جائزة المغرب للكتاب لسنة 2024 (الدورة 55).